# Junta de Governo da Bolívia (1936–1938)
A Junta de Governo da Bolívia (em castelhano:  Junta de Gobierno), conhecida a partir de 21 de junho de 1936 como Junta Militar de Governo (em castelhano:  Junta Militar de Gobierno),  foi uma junta civil-militar que governou a Bolívia de 17 de maio de 1936 a 28 de maio de 1938. Consistia de representantes tanto das Forças Armadas quanto do setor civil, incluindo socialistas moderados e líderes trabalhistas organizados. O Presidente da Junta era o Coronel David Toro que assumiu o poder em 22 de maio de 1936, seis dias depois de um golpe de Estado que depôs o governo anterior. Toro presidiu um experimento reformista conhecido como "Socialismo Militar" por pouco mais de um ano antes de ser deposto em outro golpe de Estado que permitiu ao tenente-coronel Germán Busch suceder na liderança da junta em 13 de julho de 1937. A junta foi dissolvida em 28 de maio 1938, quando a Convenção Nacional elegeu Busch como Presidente Constitucional da República.

## Formação
Na sequência da derrota da Bolívia na Guerra do Chaco contra o Paraguai, houve um aumento da insatisfação nacional com o governo tradicional que governava o país por décadas. O ápice de meses de manifestações sindicais e da oposição de esquerda ocorreu em 17 de maio de 1936, quando os militares comandados pelo tenente-coronel Germán Busch, chefe do Estado-Maior e chefe da guarnição de La Paz, forçaram a renúncia do presidente José Luis Tejada Sorzano em um golpe sem derramamento de sangue.
Após o golpe, foi instituída no Palacio Quemado uma junta civil-militar composta por representantes dos diversos setores militares e civis que o perpetraram. Representando os civis estavam os socialistas moderados Florencio Candia, Gabriel Gosálvez e Enrique Baldivieso, lideres do recém-formado Partido Socialista Unificado (PSU). Também estava incluído Pedro Zilveti, membro do Partido Republicano Socialista (PRS) que, apesar de ser um dos três partidos políticos tradicionais, mudou de lado em fevereiro e assinou um pacto com os socialistas de Baldivieso contra o governo liberal.
Nos primeiros dias da junta, os militares eram representados exclusivamente pelo corpo de oficiais jovens que, ao contrário dos oficiais superiores, tinham sido muito mais simpáticos aos movimentos de esquerda emergentes no país. Os representantes militares foram três tenentes-coronéis: Luis Cuenca, Jorge Jórdan e Germán Busch. Embora Busch assumisse o comando da junta, ele o fez apenas provisoriamente, convocando seu mentor mais experiente politicamente, o coronel David Toro, para assumir a presidência. Toro ainda estava no Chaco inspecionando o desarmamento das tropas e, segundo segundo seu próprio relato, nem tinha conhecimento do golpe antes de ocorrer. No entanto, ele aceitou o cargo, chegando a La Paz em 20 de maio e estabelecendo formalmente a junta antes de ser empossado como presidente em 22 de maio.

### Autogolpe de junho
Menos de um mês após o início da administração da junta, a aliança entre o PSU e o PRS começou a se romper. Os socialistas moderados do PSU continuaram desconfiados do PRS, que ainda consideravam membros dos partidos conservadores tradicionais. Enquanto isso, o PRS, sob a liderança do ex-presidente Bautista Saavedra, pressionava fortemente por um maior controle sobre o governo. O PRS, por meio de seu jornal La República, denunciou o PSU como "comunista", enquanto o PSU, por sua vez, se recusava a trabalhar com os "direitistas". Embora o presidente Toro tenha tentado resolver o problema oferecendo a Saavedra um cargo diplomático fora do país, Saavedra recusou.
O conflito entre os partidos políticos civis causou desconforto entre os jovens oficiais. Finalmente, em 21 de junho, Busch promulgou um autogolpe que garantiu o exílio permanente de Saavedra do país e o término do co-governo entre os setores civis e militares. Em manifesto justificando a ação militar, Busch afirmou que "infelizmente, a realidade política que esperávamos não correspondeu às nobres aspirações do Exército. Os partidos de esquerda, unidos por pactos que pareciam solidamente definidos, não tardaram a rompê-los, dando-nos o espetáculo de apetites totalmente opostos”. A partir deste ponto e até o fim da era socialista militar em 1939, os militares governaram por conta própria apenas com a ajuda de políticos individuais, dos veteranos e dos movimentos trabalhistas, mas sem a participação de partidos políticos estabelecidos.
O autogolpe foi executado sem o conhecimento prévio nem consentimento de Toro, que relutantemente emitiu seu próprio manifesto no dia seguinte, no qual expressava sua concordância com a decisão dos militares. Embora em outro comunicado oficial Toro insistiu em exonerar o PSU de qualquer má conduta, o golpe foi um grande revés para o partido, do qual jamais se recuperaria, e resultou na renúncia de Baldivieso como líder em 23 de junho, alegando a invalidade de seu cargo.

## Dissolução
Não demoraria muito para Busch e os militares se cansarem do ritmo lento das reformas promulgadas por Toro, que se tornava cada vez mais impopular aos olhos deles e do público. Em 13 de julho de 1937, o presidente Toro se reuniu com Busch e o general Enrique Peñaranda. Após uma longa reunião de gabinete, Busch informou ao presidente que não tinha mais o apoio do exército e pediu sua renúncia. Com o general Peñaranda recusando a oferta vazia de Busch para presidir a junta, Toro renunciou, permitindo que Busch o sucedesse.
No ano seguinte, foi aberta uma Convenção Nacional em 23 de maio. Em 28 de maio, Busch e Baldivieso foram proclamados presidente constitucional e vice-presidente da República, pondo fim ao regime de facto e dissolvendo a junta governamental.

## Nota
- Este artigo foi inicialmente traduzido, total ou parcialmente, do artigo da Wikipédia em inglês cujo título é «Government Junta of Bolivia (1936–1938)».